# Президентські вибори в Росії 2008
Президентські вибори в Росії відбулися 2 березня 2008 року і принесли перемогу провладному кандидату Дмитру Медведєву. Явка становила 69,70%.

## Перебіг
Президентська виборча кампанія, згідно з російським законодавством, розпочалася 28 листопада в день публікації відповідного рішення в «Російській газеті». Заявки про бажання балотуватися потенційні кандидати могли подаватися до 18 грудня, а кандидати від політичних партій — до 23 грудня. Період реєстрації кандидатів в президенти закінчився 16 січня. Для реєстрації кандидатів в президенти не вимагаєлося грошової застави, але необхідно зібрати 2 млн підписів в свою підтримку. При цьому допустима похибка не може перевищувати 5%. У те самий час від збору підписів прихильників звільняються ті партії, які потрапили в Держдуму за підсумками голосування 2 грудня 2007 року. На відміну від попередніх виборів, політичні партії не мали права висувати кандидатом члена іншої партії. Крім того, скасований поріг явки і графа «проти всіх».
Згідно з Конституцією Російської Федерації чинний Президент Росії Володимир Путін не міг висуватися на третій термін. Як наступника Путіна було висунуто кандидатуру першого віце-прем'єра Дмитра Медведєва.

## Законодавчі параметри
Відповідно до федерального закону «Про вибори Президента Російської Федерації», Президентом РФ може бути обраний будь-який громадянин Росії не молодше 35 років, який постійно проживає в Росії не менше 10 років. Існують також деякі інші обмеження для обрання (наприклад, недієздатність, перебування у місцях позбавлення волі, наявність іноземного громадянства тощо), які перераховані в статті 3 закону.
Існує два способи участі у виборах:
- як самовисуванець. Громадянин Російської Федерації може висунути свою кандидатуру, але за умови підтримки його висунення групою виборців. Відповідно, такому кандидату для реєстрації спочатку необхідно створити і зареєструвати в ЦВК групу виборців у кількості не менше 500 громадян Російської Федерації, що володіють активним виборчим правом. Потім, щоб бути допущеним до виборів, йому треба зібрати і представити в Центральну виборчу комісію не менше 2 мільйонів підписів виборців (причому кількість представлених підписів не має перевищувати 2,1 мільйона, а на один суб'єкт Російської Федерації має припадати не більше 50 000 підписів).

- як кандидат від зареєстрованої політичної партії. Кандидата висуває з'їзд партії. Кандидатам від тих партій, які не представлені в Державній Думі поточного скликання, щоб бути допущеним до виборів, потрібно так само, як і самовисуванцям, зібрати не менше 2 мільйонів підписів на свою підтримку.

## Результати виборів
| Кандидати              | Партії, що їх висунули                   | Голосів    | %     |
| ---------------------- | ---------------------------------------- | ---------- | ----- |
| Дмитро Медведєв        | Єдина Росія1                             | 52 530 712 | 71,25 |
| Геннадій Зюганов       | Комуністична партія Російської Федерації | 13 243 550 | 17,96 |
| Володимир Жириновський | Ліберально-демократична партія Росії     | 6 988 510  | 9,48  |
| Андрій Богданов        | Демократична партія Росії2               | 968 344    | 1,31  |
| Недійсних голосів      | Недійсних голосів                        | 1 015 533  | --    |
| Всього                 | Всього                                   | 73.731.116 | 100,0 |

1Медведєва також підтримали Аграрна партія Росії, Справедлива Росія, Російська екологічна партія — «Зелені» і Громадянська сила, але він був офіційно висунутий кандидатом Єдиної Росії.
2Богданов офіційно балотувався як самовисуванець.